# دالاس هيرد
دالاس هيرد (بالإنجليزية: Dallas Heard)‏ هو سياسي أمريكي، ولد في 1985. حزبياً، نشط في الحزب الجمهوري. وقد انتخب عضو مجلس نواب أوريغون.